# Harman International Industries
Die Harman International Industries Inc.  in Stamford im US-Bundesstaat Connecticut ist eine internationale Gruppe von Audio-Zubehör-Herstellern, HiFi-Spezialisten und Elektronikausstattern. Gründer und Namensgeber des Unternehmens war Sidney Harman.
Seit März 2017 ist Harman eine Tochtergesellschaft von Samsung Electronics.

## Chronologie
Ursprünglich firmierte das Unternehmen ab 1962 als Jerrold Corporation und wurde 1969 in Harman International umbenannt.
Die Gruppe ist, seit Abtrennung der Consumer- von der Automotive Systems Group im Jahr 2005, in drei Geschäftsfeldern tätig: Die Automotive Systems Group entwirft, produziert und verkauft Lautsprecher, Audiogeräte, Infotainmentsysteme für Automobile (Harman Becker Automotive Systems); die Consumer Systems Group entwirft, produziert und verkauft Audio- und Videoanlagen sowie Computerzubehör für das häusliche Umfeld und die Professional Group entwirft, produziert und verkauft IT- und Lautsprechersysteme für Konzertgebäude, Sportstadien und Flughäfen, dazu kommen Audiogeräte für Tonstudios, Rundfunksender oder Kinos.
2007 sollte Harman International Industries von der Beteiligungsgesellschaft Kohlberg Kravis Roberts (KKR) und der zu Goldman Sachs gehörenden GS Capital Partners für fast acht Milliarden Dollar gekauft werden, wobei der Unternehmensname erhalten bleiben sollte. Allerdings führten die Finanzinvestoren die Übernahme aufgrund einer nach Vertragsabschluss angeblich „stark verschlechterten Vermögenslage des Unternehmens“ nicht durch. Nach dieser Nachricht brach der Aktienkurs des Unternehmens ein. Bei einer anschließenden Einigung erwarb KKR in kleinem Rahmen Aktien von Harman bei einem vergeblichen Versuch, den fallenden Aktienkurs aufzufangen und das Vertrauen der Börsenanleger zurückzugewinnen.

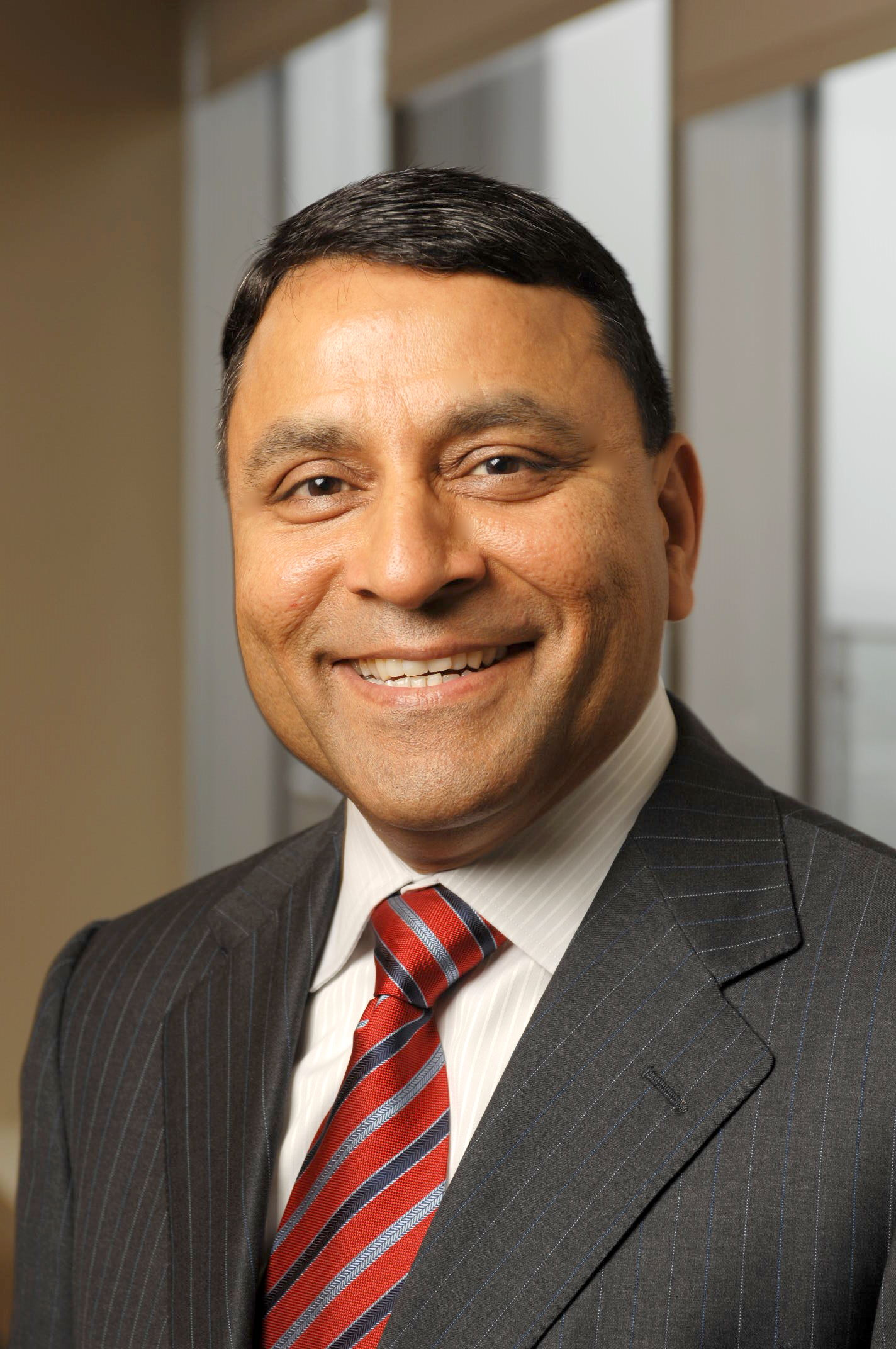
Dinesh Paliwal, bis April 2020
13 Jahre Chef bei Harman

Mit Unterbrechungen leitete Sidney Harman (* 1918, † 2011) das Unternehmen, 2008 übergab er die Führung an Dinesh Paliwal.
Nach dem Erwerb von Softwarefirmen Anfang des Jahres 2015 schuf man die Harman Connected Services Group.
Harman hatte 2016 einen Umsatz von etwa sieben Milliarden Dollar und wurde im März 2017 durch Samsung Electronics für ca. 8 Milliarden Dollar übernommen, bleibt als Tochtergesellschaft jedoch eigenständig. Einen Großteil seines Umsatzes macht Harman inzwischen mit Elektronik und Software für intelligente Autos und autonomes Fahren.
Im September 2017 strich Harman 3.700 Stellen. Die Markenstruktur blieb dabei erhalten.
Zum 1. April 2020 wurde Michael Mauser CEO, der seit 22 Jahren für Harman arbeitet. Er ist Nachfolger von Dinesh Paliwal, der dreizehn Jahre diese Position innehatte und noch bis Ende des Jahres als Berater des CEO und des Boards of Directors fungieren wird. Chairman ist seit der Übernahme durch Samsung im Jahr 2017, der Samsung-Manager Young Sohn. Unter Paliwals Leitung hatte Harman in den letzten zehn Jahren den Umsatz verdreifacht.
Im Januar 2021 verkaufte Harman die Marke Studer an Evertz.

## Marken
- AKG
- AMX (seit Juni 2014,  Steuerungs- und Automatisierungssystemen für Unternehmen sowie von Audio- und Videoschalt- und -verteilungslösungen)[12]
- Arcam (seit Juli 2017)[13]
- Audioaccess (seit 2003, vormals Marke von Madrigal)[14]
- Bang & Olufsen Automotive[15]
- Bowers & Wilkins (seit 2013 Strategische Partnerschaft im Bereich Automotive)[16]
- BSS
- Crown, seit 2000[17]
- dbx
- DigiTech[18]
- Dod, Audio- und Videoausstatter, seit 1990[17]
- Duran Audio (niederländischer Anbieter von Lautsprechersystemen, seit Oktober 2013)[19]
- harman/kardon
- Harman Becker Automotive Systems, seit 1995 vormals Becker Autoradios
- Harman Multimedia
- Infinity
- JBL
- JBL Synthesis[20]
- Lexicon, seit 1993[17]
- Mark Levinson (seit 2002)[17][14]
- Margi Systems, Kalifornien (seit 2003, Multimedia Software für handgehaltene Geräte)[21]
- Martin Professional (dänischer professioneller Beleuchtungsausstatter)[22], seit 2018 Harman Professional Solutions[23]
- QNX (bis Ende 2010, verkauft an Research In Motion – heute BlackBerry)
- Red Bend (seit 2015, Software)[24][25]
- Revel: Highend-Lautsprecher, seit 2003,[26] noch in den 1990er Jahren von Sydney Harman gestartet[27][14]
- Studer (2021 verkauft an Evertz)
- Soundcraft (seit 1988)[17]
- Symphony Teleca (seit 2015)[25]
- Uher